# リオマッジョーレ
リオマッジョーレ（Riomaggiore）は、イタリア共和国リグーリア州ラ・スペツィア県にある人口約1,400人の基礎自治体（コムーネ）。リグーリア海岸に位置するリオマッジョーレの本村とマナローラの集落はチンクエ・テッレと呼ばれる景勝地に数えられ、世界遺産にも登録されている。

## 名称
標準イタリア語以外では以下の名称を持つ。
- リグリア語: Rimazùu, Rimazò

## 地理

### 位置・広がり
リオマッジョーレはラ・スペツィア県南部に所在し、リグリア海に面したリグーリア海岸（リヴィエラ・ディ・レヴァンテ）に位置する。チンクエ・テッレを含むコムーネの中では最も東南にあるコムーネで、県都ラ・スペツィアから西へ7km、ポルトヴェーネレから北西へ9km、レヴァントから南東へ13kmの距離にある。

#### 隣接コムーネ
隣接するコムーネは以下の通り。
- 北 - リッコ・デル・ゴルフォ・ディ・スペーツィア
- 東 - ラ・スペーツィア
- 北西 - ヴェルナッツァ

### 地震分類

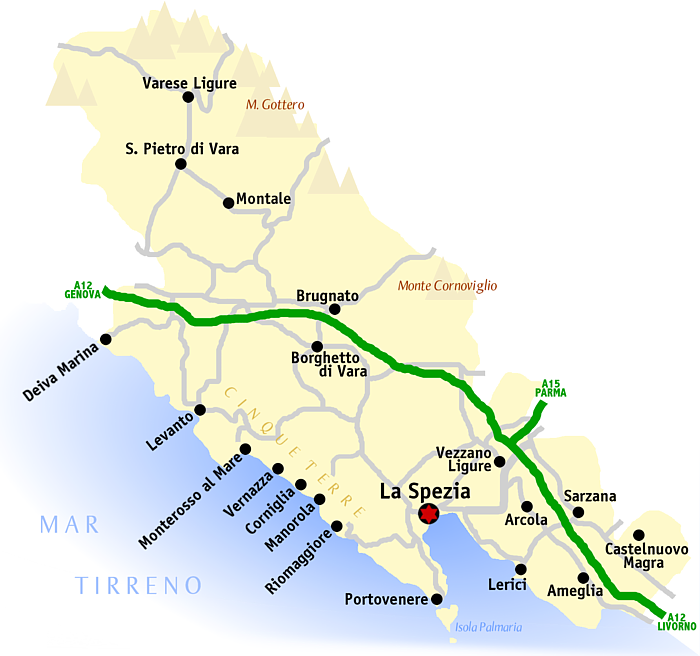
ラ・スペツィア県

イタリアの地震リスク階級 (it) では、3 に分類される
。

### 主要な集落
コムーネの中心集落であるリオマッジョーレの集落はコムーネ南部に位置する。リオマッジョーレ本村はチンクエ・テッレの5つの集落のうち最多の人口を持つ。
コムーネ北部には海に向かってマナローラ （Manarola）の集落があり、チンクエ・テッレのひとつに数えられる。北部内陸部にはヴォラストラ（Volastra）、グロッポ（Groppo）がある。
- リオマッジョーレ
- マナローラ

## 歴史
この村の記録は13世紀にさかのぼり、特徴的な歴史と特産のワインで知られている。

## 人口

### 居住地区別人口
国立統計研究所（ISTAT）によれば、2001年国勢調査時点での居住地区（Località abitata）別の人口は以下の通り。
| 地区名        | 標高  | 人口  | 備考 |
| ------------- | ----- | ----- | ---- |
| RIOMAGGIORE   | 0/785 | 1,809 |      |
| MANAROLA      | 70    | 453   |      |
| RIOMAGGIORE * | 35    | 1,142 |      |
| VOLASTRA      | 340   | 141   |      |
| Groppo        | 192   | 54    |      |
| Case Sparse   | -     | 19    |      |

- ISTATは人口統計上、家屋密度の高い centro abitato （居住の中心地区）、密度の低い nucleo abitato （居住の核となる地区）、まとまった居住地区を形成していない case sparse （散在家屋）の区分を用いている。上の表で地名がすべて大文字で示されているものが centro abitato である。「*」印が付されているのは、コムーネの役場・役所 la casa comunale の置かれている地区である。

## 交通

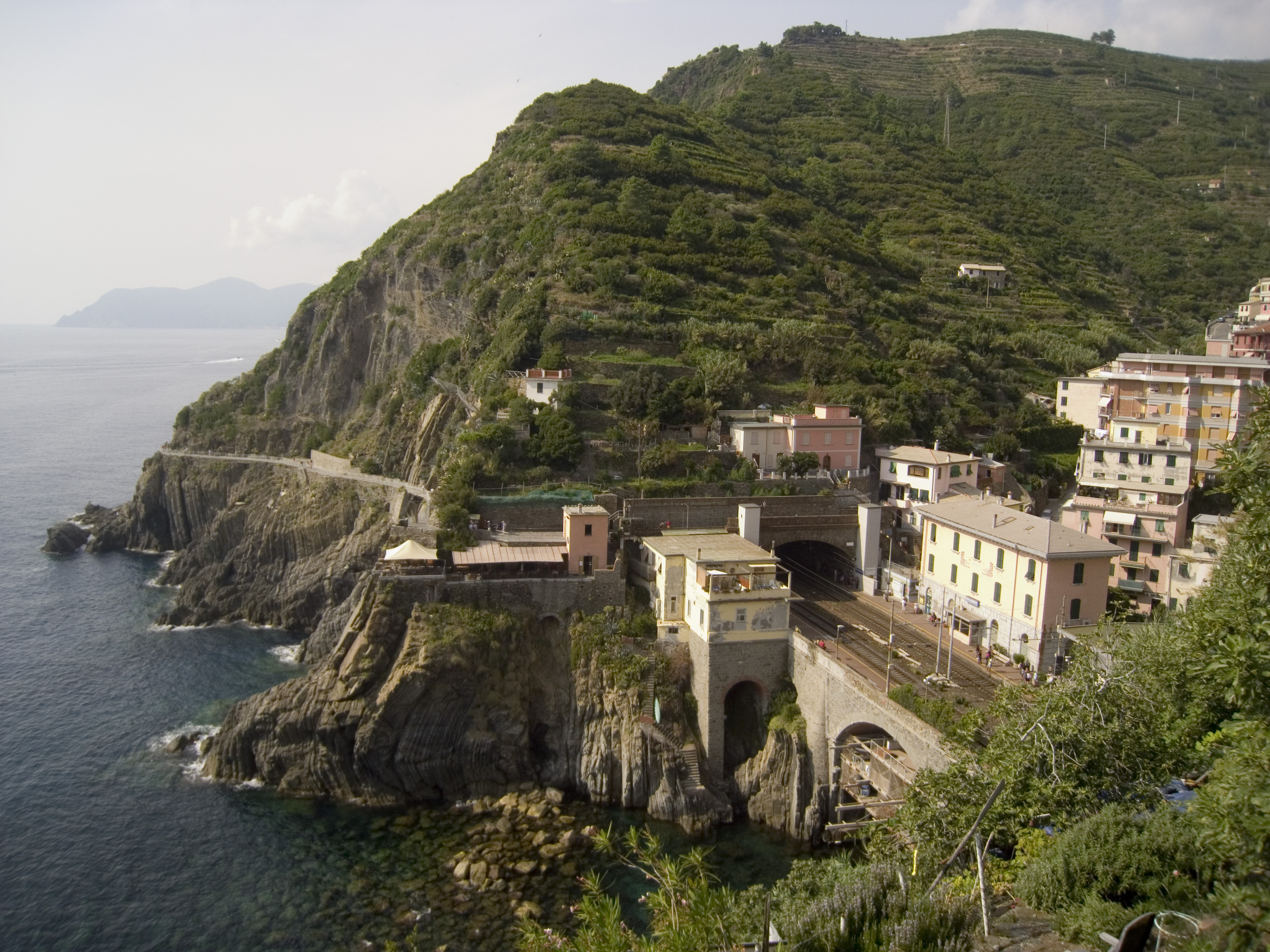
リオマッジョーレ駅

### 鉄道
- ピサ＝ラ・スペーツィア＝ジェノヴァ線
  - リオマッジョーレ駅 (it:Stazione di Riomaggiore)  - マナローラ駅 (it:Stazione di Manarola)

### 道路
- SP51
- SP370

## 文化・観光・施設

### チンクエ・テッレ
ラ・スペツィアとレヴァントとの間にあるリグーリア海岸の5つの集落（北西から順に、モンテロッソ・アル・マーレ、ヴェルナッツァ、コルニリア、マナローラ、リオマッジョーレ）は、チンクエ・テッレ（5つの土地）と総称され、景勝地・観光地として知られている。海岸と山麓はチンクエ・テッレ国立公園 (it:Parco nazionale delle Cinque Terre) に指定されている。
なお、マナローラは自治体としてのリオマッジョーレに含まれる分離集落（フラツィオーネ）である。

### リオマッジョーレの集落
リオマッジョーレの集落はチンクエ・テッレのうち最東端に位置しており、ラ・スペツィアから出発した旅人が最初に出会う村である。リオマッジョーレの集落には小さなビーチと、高い建物 (Tower house) に囲まれた波止場がある。
目抜き通りとしてコロンボ通り（Via Colombo）があり、多くのレストランやバー、店がある。愛の小道 (it:Via dell'Amore) は、チンクエ・テッレの次の集落であるマナローラへと続いている。
リオマッジョーレは、イタリア印象派の画家テレマコ・シニョリーニ（1835年-1901年）に多くのインスピレーションを与えた。

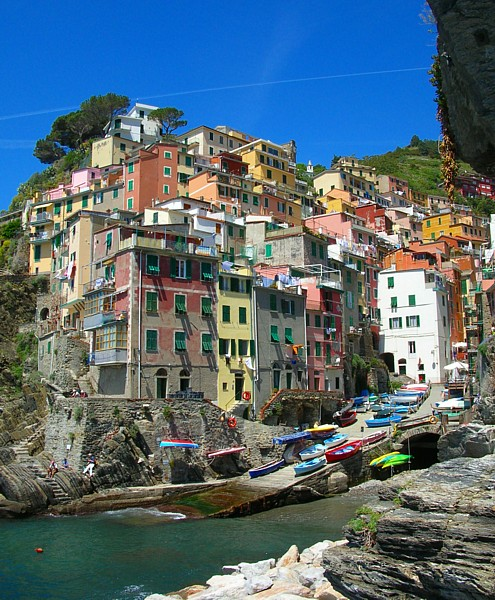
リオマッジョーレ
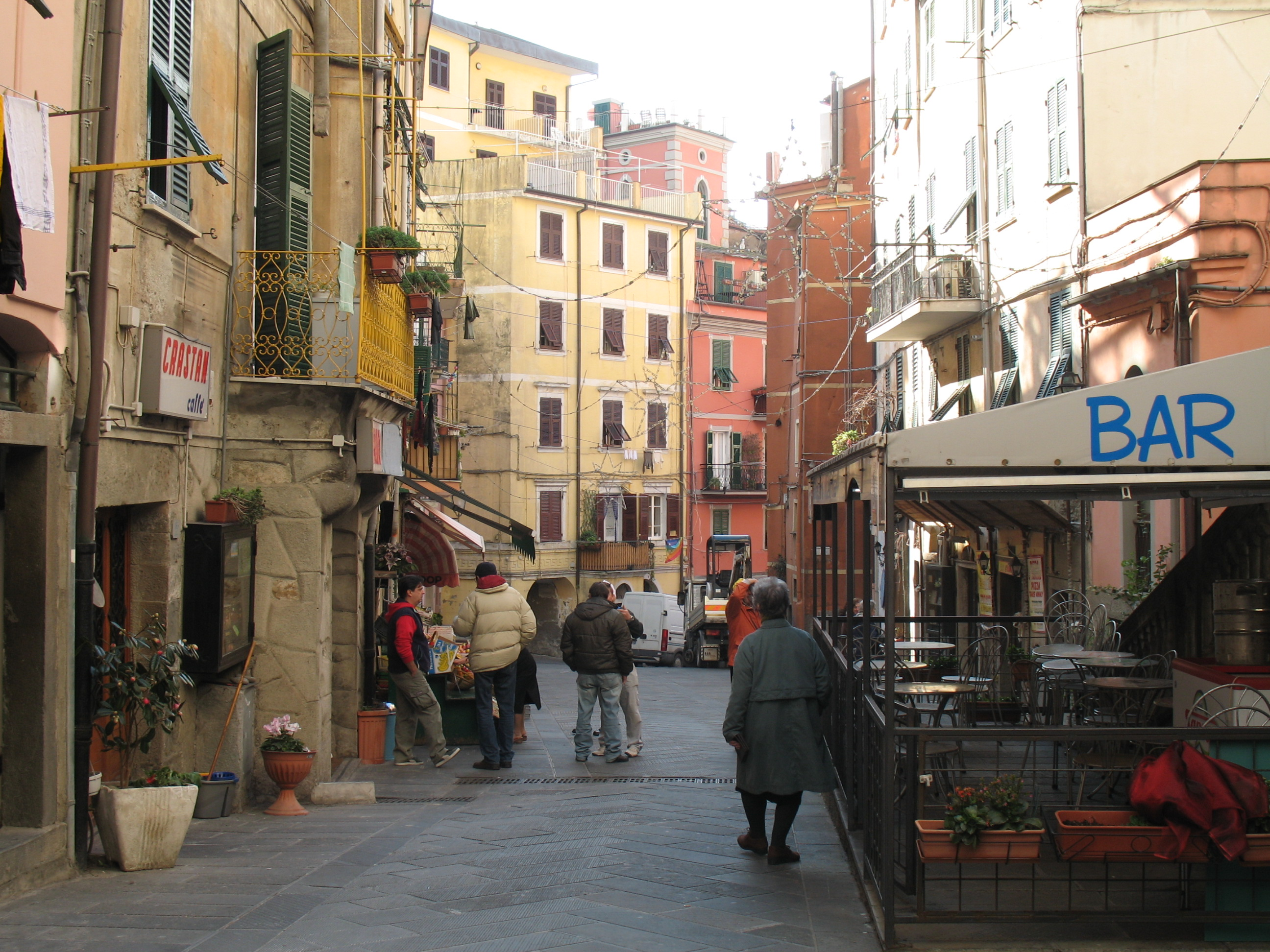
コロンボ通り
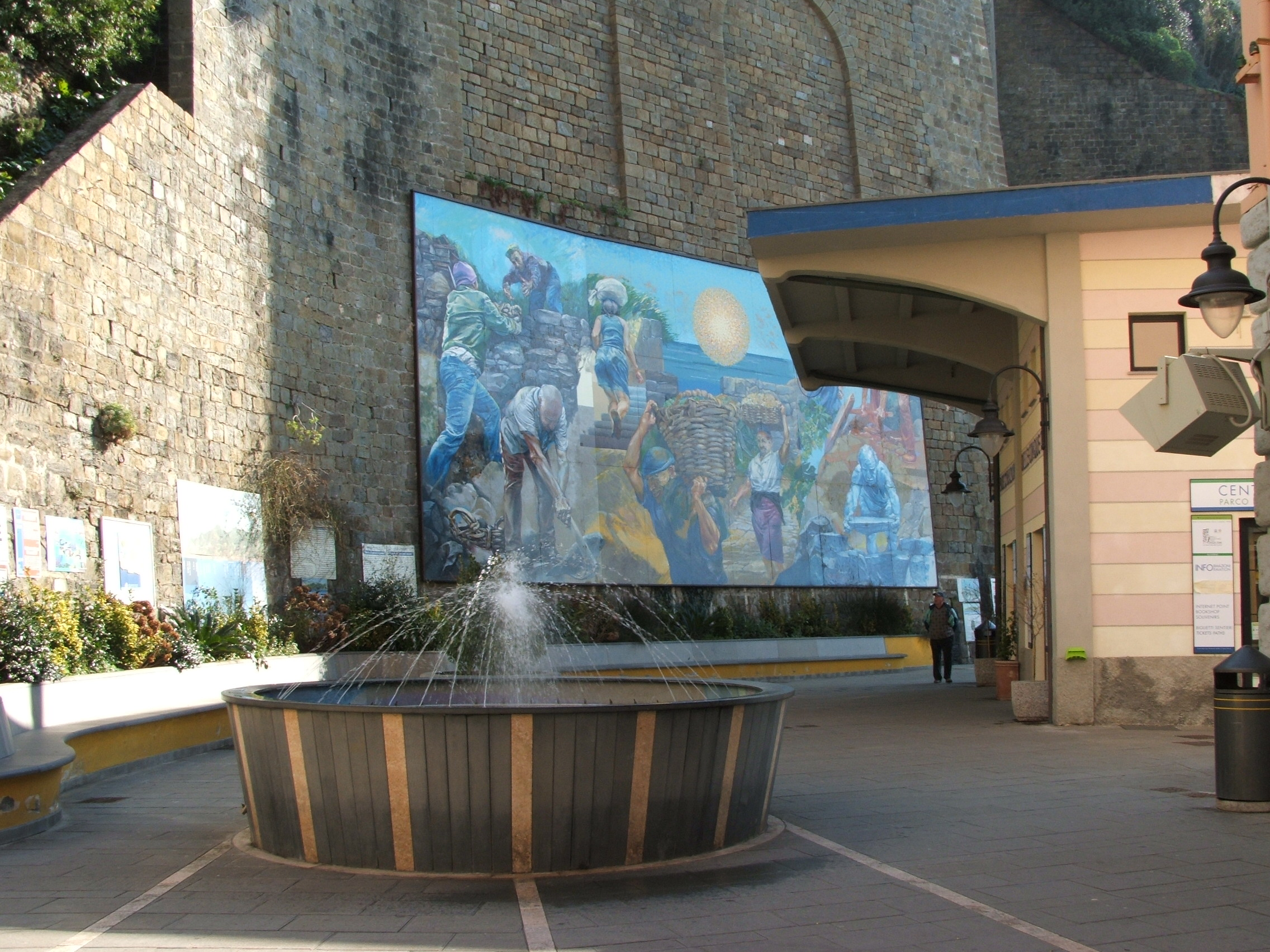
リオマッジョーレ駅前の広場
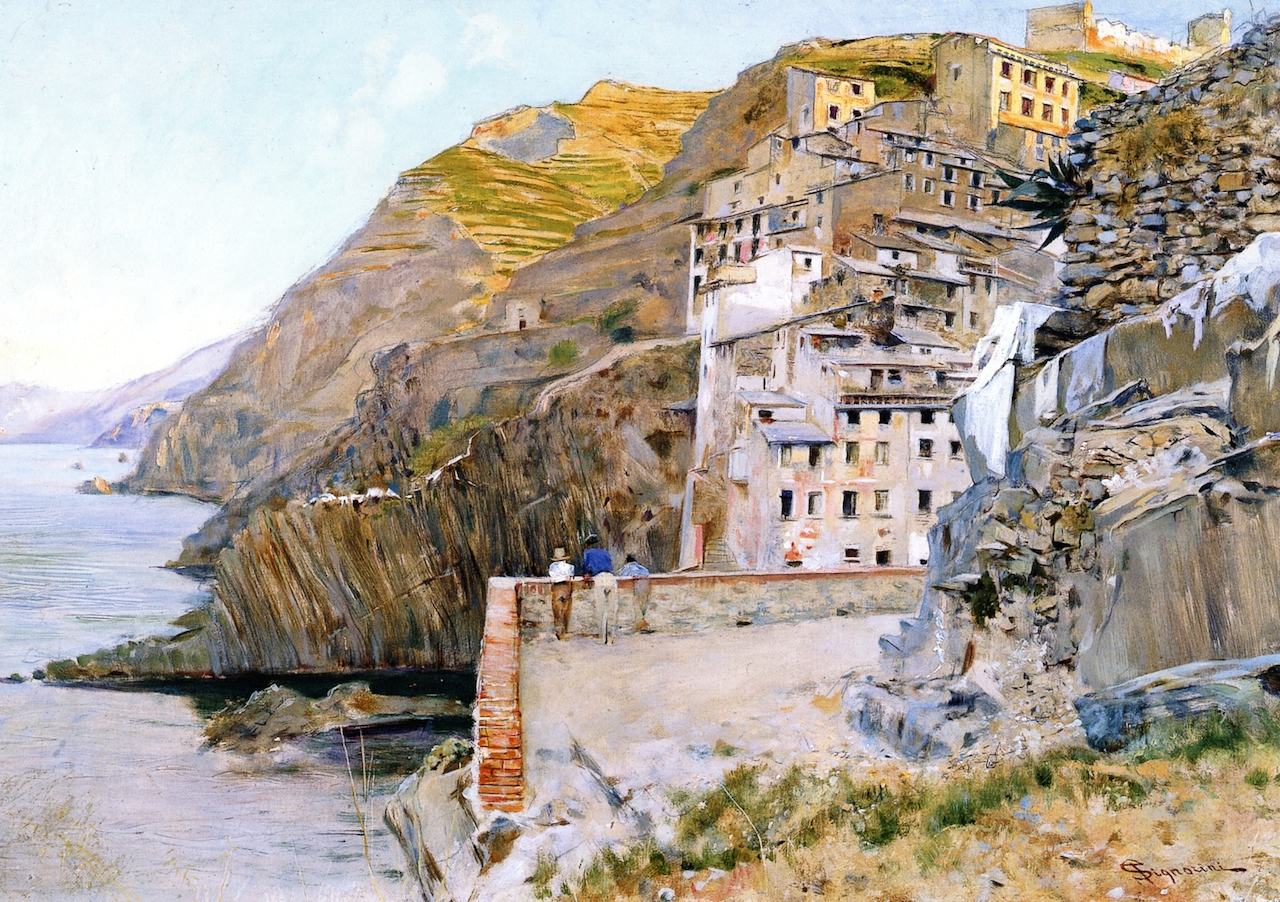
テレマコ・シニョリーニの作品

## 人物

### 著名な出身者
- インノケンティウス4世 - 13世紀のローマ教皇。一説にマナローラ出身（ジェノヴァ出身とも）。